# Zaynulla Rasulev-moskee
De Zaynulla Rasulev-moskee is een moskee in de stad Uchaly gelegen in de Russische Autonome Republiek Basjkirostan.
Het is vernoemd naar de religieuze leider Zaynulla Rasulev.